# تریسی آستین
 تریسی آستین (انگلیسی: Tracy Austin؛ زاده ۱۲ دسامبر ۱۹۶۲) یک تنیس‌باز اهل ایالات متحده آمریکا است.